# 翟宪立
翟宪立（1954年—），女，满族，北京人，中国女高音歌唱家，一级演员。1989年荣获“全国民族唱法十大女歌唱家”称号。